# Manuel Cárceres da Costa

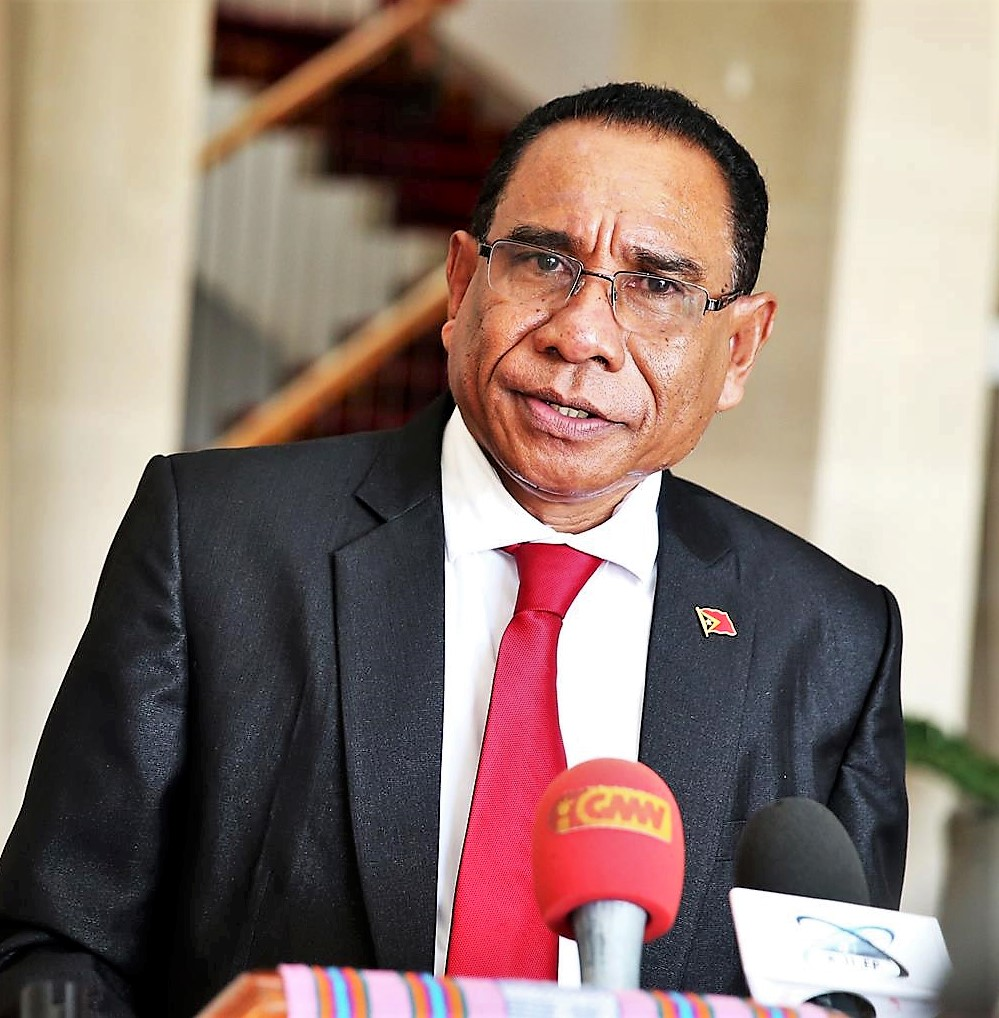
Manuel Cárceres da Costa (2019)

Manuel Cárceres da Costa (* Laclo, Manatuto, Portugiesisch-Timor) ist ein osttimoresischer Politiker und Schriftsteller.

## Werdegang
Costa ist der Sohn einer katholischgläubigen Lehrerfamilie. Nach der Grundschule in Laclo besuchte er das Colégio de Bispo de Medeiros in Dili und das Priesterseminar in Dili. Dem Traum seiner Eltern, dass er Priester werden sollte, folgte Costa aber nicht. Er verließ das Seminar und ging zur Fortbildung 1975 an das Liceu Dr. Francisco Machado. 1978 erlebte er als FRETILIN-Mitglied die Zerstörung der osttimoresischen Widerstandsbasis in Laclo durch die Indonesier mit.
Von 1980 bis 1981 besuchte er das Colégio de São José. Von 1995 bis 1999 absolvierte er ein Studium in Öffentlicher Verwaltung. Nach Abzug der Indonesier arbeitete Costa für die Übergangsverwaltung der Vereinten Nationen für Osttimor (UNTAET) und wurde für acht Jahre Repräsentant des UNHCR in Osttimor.
Bei den Wahlen zur Verfassunggebenden Versammlung 2001 trat Costa als unabhängiger Kandidat an, um Direktvertreter für den Distrikt Manatuto zu werden. Er erhielt aber nur 838 Stimmen (5,4 %).
Von 2006 bis 2010 studierte Costa Jura mit Schwerpunkt Strafrecht an der Universidade da Paz (UNPAZ). Im Februar 2009 wurde Costa Berater bei der Timor Telecom und drei Monate später dort Direktor für Institutionale Beziehungen bis 2018.
Costa wurde am 22. Juni 2018 zum Justizminister der VIII. konstitutionelle Regierung Osttimors unter Premierminister Taur Matan Ruak vereidigt. Am 28. Februar 2022 bat Costa den Premierminister um eine Auszeit wegen gesundheitlicher Gründe. Costa wurde daher am 22. März von Tiago Amaral Sarmento als Justizminister abgelöst.

## Veröffentlichungen
Neben seinem autobiographischen Buch 26 anos, um testemunho (Dili 2010, 2. Auflage 2013) über den osttimoresischen Freiheitskampf, verfasste Costa diverse Gedichte zum selben Thema. Costa beherrscht Tetum, Portugiesisch, Bahasa Indonesia und Englisch.